# Ultimate Tak Ball
Ultimate Tak Ball, ou Tak Ball, ou ainda Tazerball (do inglês: tazer ou taser = Arma de eletrochoque + ball = bola), como foi primeiramente denominado, é um desporto criado por norte-americanos. O objetivo é empurrar uma bola gigante até a baliza adversária para anotar pontos (ou gol).
Neste esporte, o jogador utiliza-se de um taser (aparelho do tamanho de um controle remoto utilizado pela polícia para dar choques em fugitivos) para impedir o adversário de anotar os pontos. É composto por 2 equipes com 4 jogadores cada, e é permitido dar choque apenas no jogador com a posse de bola. A arena onde é disputada é limitada por 4 paredes (estilo showbol), e tem as seguintes dimensões: 200m x 85m.
O primeiro torneio (Ultimate TakBall League, ou UTB League) foi disputado em Bangkok em Março de 2012 por 4 equipes (Philadelphia Killawatts, San Diego Spartans, LA Nightlight, e Toronto Terror).